# Epiphile lampethusa
Epiphile lampethusa är en fjärilsart som beskrevs av Doubleday 1848. Epiphile lampethusa ingår i släktet Epiphile och familjen praktfjärilar. Inga underarter finns listade i Catalogue of Life.